# エドワード・サイル
エドワード・ウィリアム・サイル（Edward William Syle、1817年2月17日 - 1890年10月5日）は、明治時代に来日したイギリス生まれのアメリカ合衆国の宣教師、教育者である。米国聖公会遣清宣教師として、中国・上海で伝道活動を行う。また、日本での宣教や英語教育の可能性を探り、日本への宣教師派遣や学校開設に繋げた。その後、上海から日本に居を移し、日本の近代化に大きく貢献したお雇い外国人の一人として活躍。東京開成学校、東京大学で教員を務めた。

## 経歴・人物
- 1817年（文化14年）2月17日 - イングランド、デボンシャー州バーンスタプル（英語版）で生まれる[3]。

若い頃にアメリカに移住した後、オハイオ州のケニオン大学（1840年‐1843年）で学ぶ。（1876年にケニオン大学名誉神学博士 : D.D.）
- 1844年（弘化元年）、バージニア神学校（英語版）に入学する。同年、米国聖公会、オハイオ州主教区の執事となり、翌1845年（弘化2年）に司祭に按手。
カリフォルニア州オークランドのセントジョンズチャーチで遣清宣教師に任命され、同1845年、米国聖公会の宣教師として派遣され、中国（当時、清）・上海に赴任[1][3]。

一時、健康を害してアメリカへ帰国。
- 1856年（安政3年） - 再び上海に帰任。（1860年まで通算12年間、上海で伝道や博愛事業に尽くす。）
- 1857年（安政4年） - ブリッジマンらと英国アジア協会ノース・チャイナ支部を創立し、役員を務める。
- 1858年（安政5年）
  - 9月20日 - 中国在留アメリカ公使W.B.リードの休暇旅行に同行して、日本来航時のペリー艦隊の首席通訳官をつとめたサミュエル・ウィリアムズとともに、米国軍艦ミネソタ号で長崎に来日[4]。上海在住の米国聖公会宣教師（上海・水兵館付き司祭）として、日本に在住する初代米国総領事タウンゼント・ハリス（米国聖公会信徒）とともに、日本での宣教や、英語教育、学校の開設を検討し、翌1959年（安政6年）の米国聖公会宣教師ジョン・リギンズ、チャニング・ウィリアムズの日本派遣に繋げる。サイルが結んだ長崎奉行岡部長常との約束にもとづき、リギンズとウィリアムズは来日後、長崎・崇福寺内に一屋を無料で提供され、立教大学の源流となる英学塾を開設し、8名の幕府の公式通詞に英語を教えた[5]。
サイルは、ミネソタ号での長崎への訪日で、日本の公式通訳で長崎英語伝習所の頭取を務めていた楢林栄左衛門とも会っている。楢林はサイルの訪日の10日前に長崎に来航した米国軍艦ポーハタン号付きの牧師ヘンリー・ウッドから英語の教育を受けていた生徒の1人である。サイルはヘンリー・ウッドの英語教育を見学し、日本での伝道と英語教育を行う有効性を支持し、W.B.リードに同行し長崎奉行と会い[6]、長崎奉行へ英語学校を開き、英語教師になることを提案している。サイルは長崎奉行の要請によって長崎に英語教師として転任することを企て、住宅の問題まで協議を行っていたが[7]、米国聖公会本部の許可がなく実現しなかった[8]。この訪日でサイルは日本人の真面目さに触れ、日本を好むようになった。また、函館からミシシッピー号が長崎へ来航し、３つの英語クラスを実施している。
  - 11月13日 - 米国総領事ハリスが、サイル宛の返書で神奈川で英語教育の学校開設を勧める[9][10][11]。

| 「                                                              | 日本人は条約上の義務を極めて慎重に遵守するであろう。将来の伝道の成功は一に最初に派遣される宣教師の行為にかかっており、もし彼が慎重堅忍よく慮って、熱心に駆られて行き過ぎることのない様に自制して働くならば、必ずや最後の栄冠を受けるだろう。英語を教える学校を開き、あるいは医師が診療事業を開始するなどは伝道上の良策であろう。読み書きが日本ほど普及しているところは世界のどこにもないであろう。 | 」 |
| —タウンゼント・ハリス（サイル宛ての返書／日本聖公会百年史より） | |    |
- 1860年（万延元年） - 夫人が亡くなったため、サイルはアメリカに帰国する。

その後再婚して牧師生活を続ける。1862年、ワシントンのトリニティチャーチ、1864年、ニューヨークのぺラムのクライストチャーチで牧師を務めた。
- 1868年（明治元年） - 再び上海に赴く。（3度目の上海滞在。）

今回は宣教師としてではなく、上海にあった2つの聖公会の教会のうち、海員教会（Seamen's Church）の牧師としてであった。任務のかたわら、上海聖書協会、中国人貧盲院、上海女子学校協会などの活動にも尽力
- 1871年（明治4年）11月 - 横浜へ一時来航した後、上海へ帰航。上海へ向かう同じ船に、ヘボン夫妻も辞書印刷のため乗船していた。
- 1872年（明治5年）
  - 4月 - 上海から横浜の英国領事館とクライスト・チャーチ（聖公会）の仮牧師として着任。前月に帰国の途に就いたマイケル・ベイリーの後任[12]。
  - 横浜で日本アジア協会の設立に携わり、同会長に就任。
- 1874年（明治7年）11月 - 東京開成学校の教師となる。

東京開成学校及び東京大学で哲学や歴史学等の教鞭を1879年（明治12年）まで約5年間執った。
- 1875年（明治8年）4月 - 仮牧師の任期を終え、東京へ移住。
- 1880年（明治13年） - アメリカに帰国。その後、1885年に故郷のイギリスへ戻る。1885年から亡くなる1890年まで英国聖公会宣教師協会に関わった[3]。